# Catalaanse rumba
De Catalaanse rumba (rumba catalana, [ˈrumbə kətəˈlanə]) is een muziekstijl die eind twintigste eeuw in en rond Barcelona ontstond.

## Ontstaan
De stijl kent zijn oorsprong in Andalusië, waar deze van de "rumba flamenca" afkomstig is, in de jaren 50 en 60. Het is geen oorspronkelijk genre uit Catalonië maar was een muziekstijl die werd beoefend als volksmuziek, waarbij de gitaar een belangrijke rol speelt. Ontstaan uit de Andalusische invloed die de zigeuners uit Andalusië aldaar introduceerden. De stijl leent veel kenmerken van de flamenco. Naast de gitaar begeleiden de zangers zichzelf met ritmisch klappen van de handen, de "palmas".

## Artiesten
In Spanje is deze stijl zeer geliefd en veel artiesten hebben succes gekend. De stijl veroverde snel ook de rest van Spanje en wordt beschouwd als een volwaardig Spaans muzikaal genre.